# Famille de La Gorgue de Rosny
« Famille de Rosny » redirige ici. Pour les autres significations, voir Rosny.
La famille de La Gorgue de Rosny est une famille française subsistante originaire d'Abbeville (Somme), puis établie en 1702 dans le Boulonnais (Pas-de-Calais).

## Histoire
En 1702, par son mariage avec Antoinette Le Roy de La Marancherie, demoiselle de Surques, Jacques François de La Gorgue, seigneur de Rosny, Hornicourt, conseiller au présidial d’Abbeville, hérita par son beau-père de la charge de lieutenant du sénéchal du Boulonnais. La même année, il fut nommé président de la sénéchaussée. C’est son petit-fils, Antoine-Nicolas de La Gorgue, seigneur de Rosny, qui vendit les biens familiaux à Abbeville pour s’établir définitivement à Boulogne. Il était alors le dernier représentant mâle de la famille. Il acheta le château de Billeauville en 1771, celui de Lozembrune en 1783 et celui de Hâmes (près de Guînes) en 1790. Il acheta également la vicomté d’Ophove, tenue du comté de Guînes. Il fut président trésorier de France au bureau des finances d’Amiens en 1759.

## Personnalités
La famille de La Gorgue de Rosny a donné plusieurs échevins a la ville d'Abbeville au XVIe siècle :
- Jean de La Gorgue, seigneur de Retonval et de fiefs nobles à Saint-Maxent et à Longuet, échevin d’Abbeville en 1534 et 1535 ;
- Nicolas de La Gorgue, échevin d’Abbeville en 1549 ;
- Jacques de La Gorgue, échevin d’Abbeville en 1564, 1565, 1566 et 1568 ;
- Jean de La Gorgue, seigneur de Retonval, Rosny, Saint-Éloy, argentier de la ville d’Abbeville en 1588, lieutenant du receveur de Ponthieu avant 1570, échevin d’Abbeville en 1576 ;
- Robert de La Gorgue, seigneur du Quint de Rumetz, qualifié noble homme et receveur du domaine de Ponthieu en 1570 et 1578, échevin d’Abbeville en 1586.
- Jacques de La Gorgue, seigneur d’un fief noble à Longuet, échevin d’Abbeville en 1586 et 1592.

Elle compte également deux personnalités notables sous la Restauration et à l'époque contemporaine :
- Jean-Baptiste Delgorgue de Rosny (1780-1839), maire royaliste de Boulogne-sur-mer (1816-1821), député du Pas-de-Calais et conseiller général (1829).
- Éric de Rosny (1930-2012), prêtre jésuite et anthropologue.

## Filiation simplifiée
- Jacques de La Gorgue, mort en 1521, épouse Marie Le Moicitier.
  - Jean II de La Gorgue, mort en 1563, épouse en 1530 Henriette Aliamet, dame de Retonval.
    - Jean III de La Gorgue, seigneur de Retonval, mort en 1628, épouse en 1575 Françoise Mourette, dame de Rosny, morte en 1624.
      - Jean IV de La Gorgue, seigneur de Rosny et Retonval, mort en 1658, épouse en 1620 Marguerite de La Garde, morte en 1652.
        - Jean V de La Gorgue, seigneur de Rosny (1625-1680), épouse en 1653 Marie Lallemant, 1640-1706.
          - Jacques-François de La Gorgue, seigneur de Rosny (1669-1712), épouse en 1702 Antoinette Le Roy de La Marancherie, demoiselle de Surques, 1678-1713.
            - François-Antoine de La Gorgue, seigneur de Rosny (1705-1756), épouse en 1731 Françoise du Val de Soyecourt, 1710-1734.
              - Antoine-Nicolas de La Gorgue, seigneur de Rosny, Billeauville, Lozembrune, Hâmes, baron du Val en Surques (1732-1804), épouse 1/ en 1765 Judith de Thosse, 2/ en 1775 Marie-Antoinette de Pestre, 3/ en 1792 Antoinette de Thosse.
                - (2) Jean-Baptiste Delgorgue de Rosny, 1780-1839, épouse en 1805 Louise de Willecot de Rincquesen, 1779-1867.
                  - Eugène de La Gorgue de Rosny, seigneur de Billeauville (1807-1879), épouse en 1836 sa cousine Eugénie de La Gorgue de Rosny, dame de Lozembrune (1815-1879)
                    - Maurice de La Gorgue de Rosny (1839-1906) épouse en 1863 sa cousine Claire de La Gorgue de Rosny (1837-1904). Maurice de Rosny est le dernier ancêtre commun de tous les membres subsistants de la famille, toujours établis dans le Boulonnais.
                      - Robert Marie Léon de La Gorgue de Rosny (1868-1933), épouse  Paule Marie-Joseph Isabelle d'Hespel de Flencques (Famille Hespel)
                        - Jean Marie de La Gorgue de Rosny (1896-1980) épouse Marguerite Marie de Durfort Civrac de Lorge
                          - Éric de Rosny (1930-2012), prêtre jésuite.

## Alliances
Les principales alliances de la famille de La Gorgue de Rosny sont : Ducos de Saint-Barthélémy de Gélas, de La Grange d'Arquian, du Pontavice des Renardières (1930).

## Propriétés

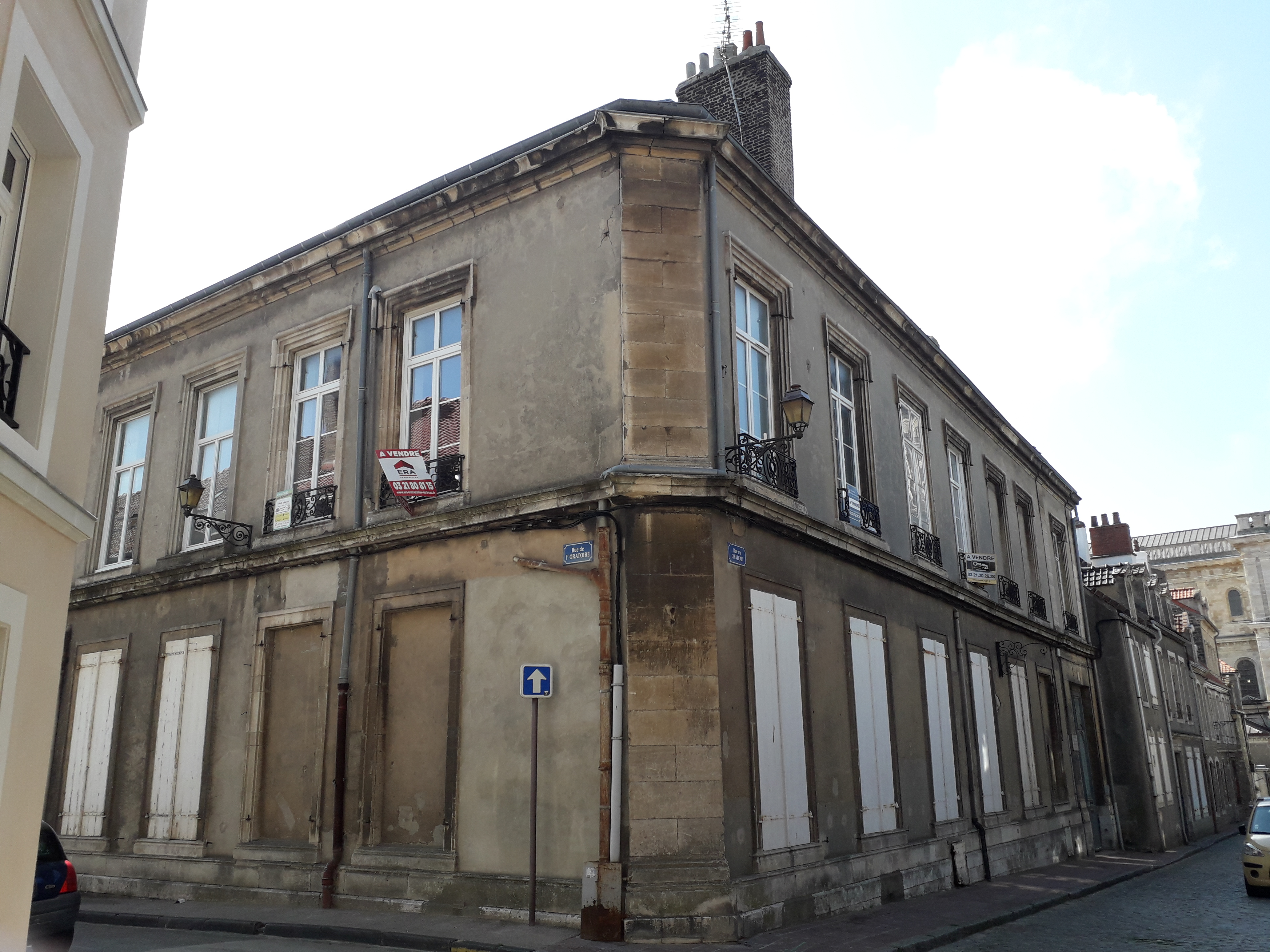
Hôtel particulier d’Eugène de Rosny

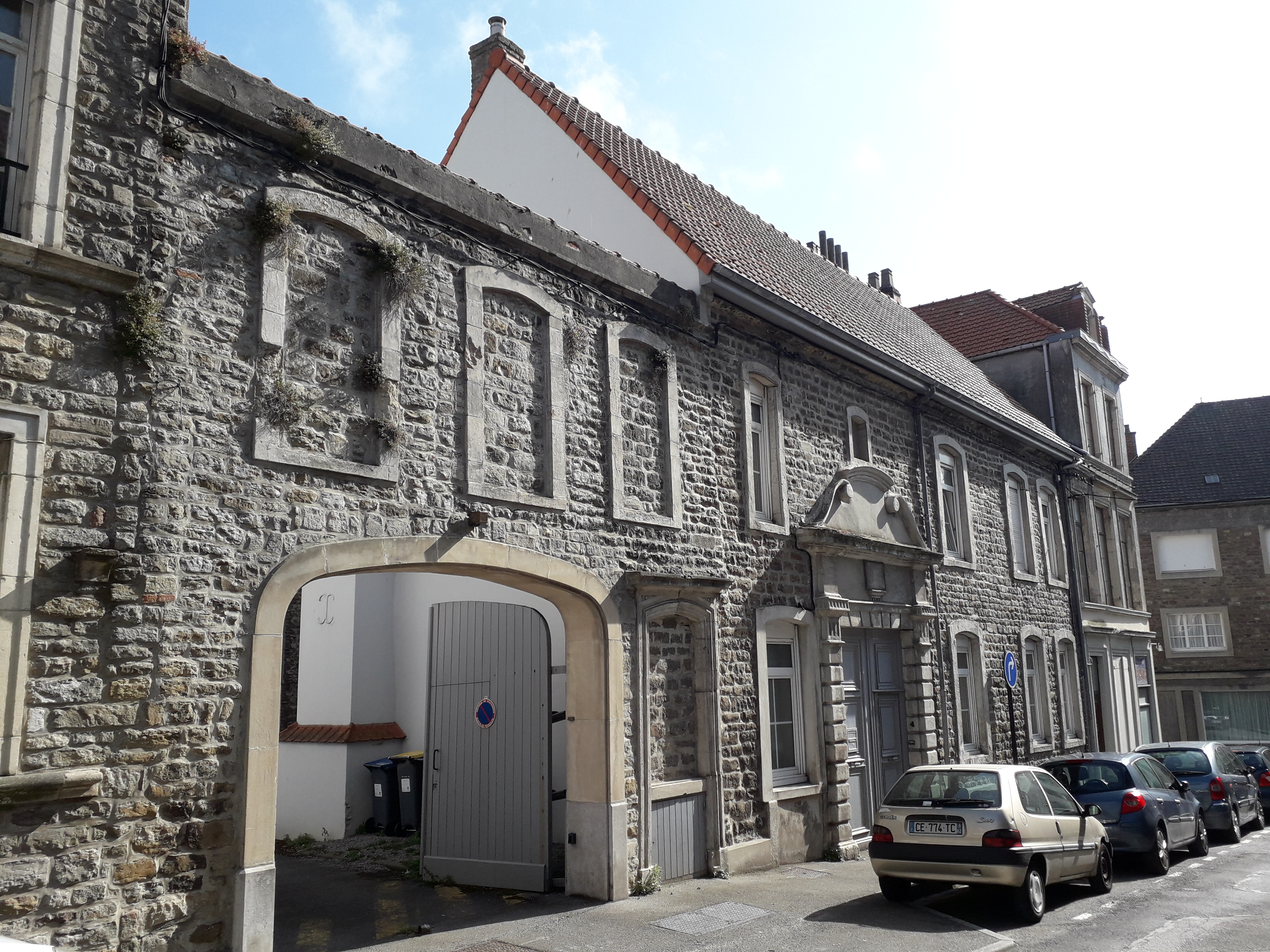
Hôtel particulier d'Hector de Rosny

La famille a possédé les châteaux de Billeauville à Wimille, Lozembrune à Wimille, Quéhen à Isques, La Caucherie à Saint-Martin-Boulogne et  Nielles à Nielles-lès-Ardres.

## Armoiries

Armes modernes de la famille de La Gorgue de Rosny

Les armoiries de la famille sont décrites dans plusieurs ouvrages héraldiques,,, : le blason est D’argent à trois merlettes de sable, 2 & 1, le cimier est une licorne issante à mi-corps et les supports sont deux licornes regardantes au naturel.